# Adolf Karl Ferdinand von der Recke
Adolf (Ado) Karl Ferdinand Freiherr von der Recke (* 28. Juli 1845 in Berlin; † 17. März 1927 in Mansfeld) war ein preußischer Landrat.
Adolf Karl Ferdinand Freiherr von der Recke entstammte dem Adelsgeschlecht von der Recke, das 1859 das Schloss Mansfeld erworben hatte. Er war der zweite Sohn von Adolph Freiherr von der Recke (1809–1883) und Wilhelmine Edle von der Planitz (1823–1881) und heiratete am 16. April 1883 Ottilie Eleonore Freiin von Maltzahn (1850–1911). Die Ehe blieb kinderlos.
1885 wurde er zunächst kommissarisch Landrat des Mansfelder Gebirgskreises im Regierungsbezirk Merseburg der preußischen Provinz Sachsen und Nachfolger von Ludwig Bartels. 1889 übernahm er endgültig dieses Amt, das er bis 1905 ausübte. Er starb auf Schloss Mansfeld.